# Indosasa crassiflora
Indosasa crassiflora är en gräsart som beskrevs av Mcclure. Indosasa crassiflora ingår i släktet Indosasa och familjen gräs. Inga underarter finns listade i Catalogue of Life.